# Toninia cinereovirens
Toninia cinereovirens är en lavart som först beskrevs av Schaer., och fick sitt nu gällande namn av A. Massal. Toninia cinereovirens ingår i släktet Toninia och familjen Ramalinaceae.   Inga underarter finns listade i Catalogue of Life.